# Brumaire

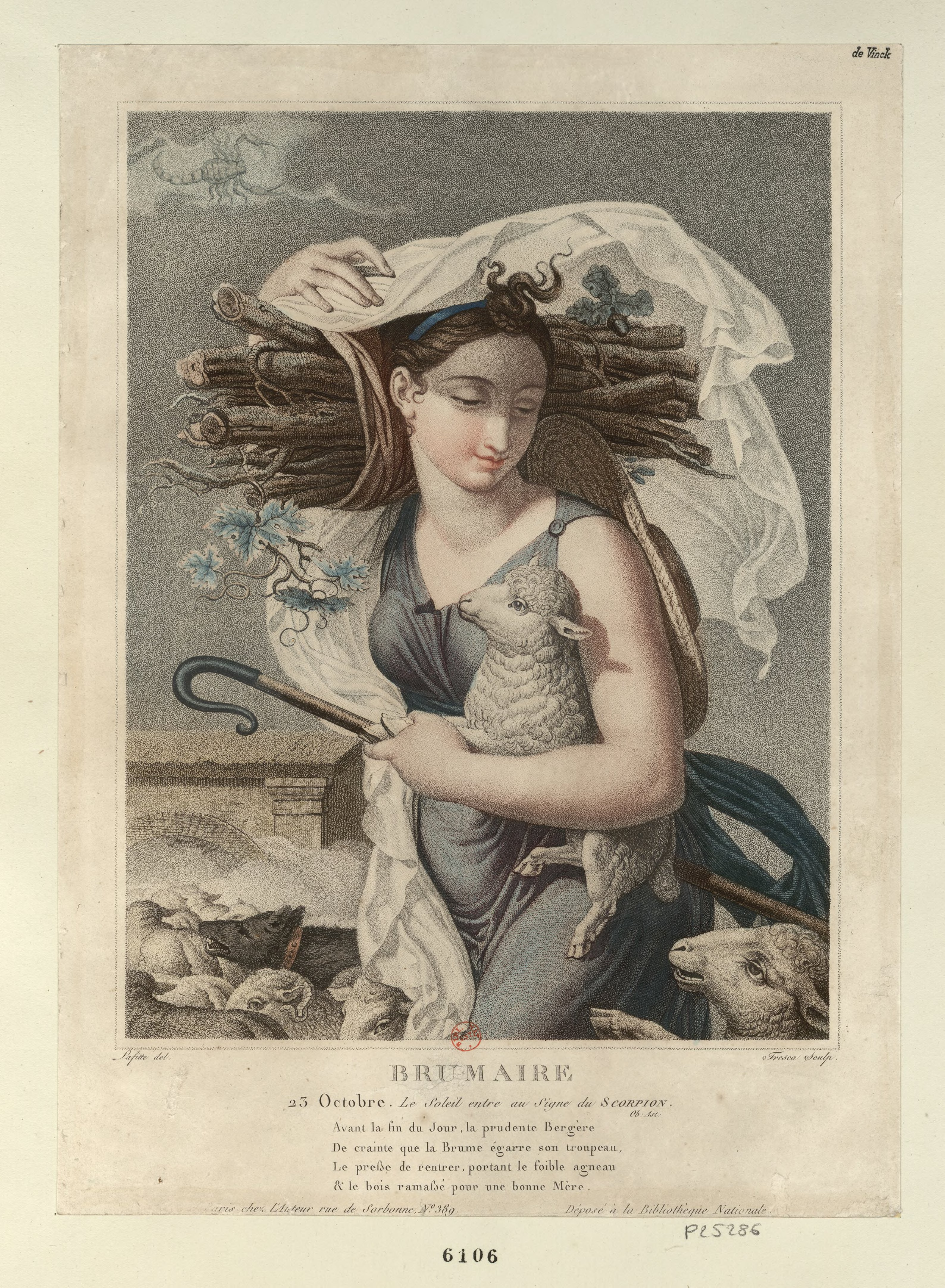
Alegoria Brumaire'a

Brumaire (z fr. brume = 'gęsta mgła') – drugi miesiąc we francuskim kalendarzu rewolucyjnym, drugi miesiąc jesienny. Zaczynał się 22, 23 lub 24 października i trwał do 20, 21 lub 22 listopada.
Po brumaire następował miesiąc frimaire.